# Мухоловки-тоди
Тоди-мухоловы, мухоловки-тоди (лат. Todirostrum) — род воробьиных птиц из семейства Тиранновые.

## Список видов
Международный союз орнитологов относит к роду 7 видов:
- Золотисто-бурый тоди-мухолов Todirostrum chrysocrotaphum Strickland, 1850
- Желтобрюхий тоди-мухолов, Мухоловка-тоди Todirostrum cinereum (Linnaeus, 1766)
- Пятнистый тоди-мухолов, Тирановая мухоловка Todirostrum maculatum (Desmarest, 1806)
- Черноголовый тоди-мухолов Todirostrum nigriceps P. L. Sclater, 1855
- Белогорлый тоди-мухолов Todirostrum pictum Salvin, 1897
- Сероголовый тоди-мухолов Todirostrum poliocephalum (Wied-Neuwied, 1831)
- Todirostrum viridanum Hellmayr, 1927

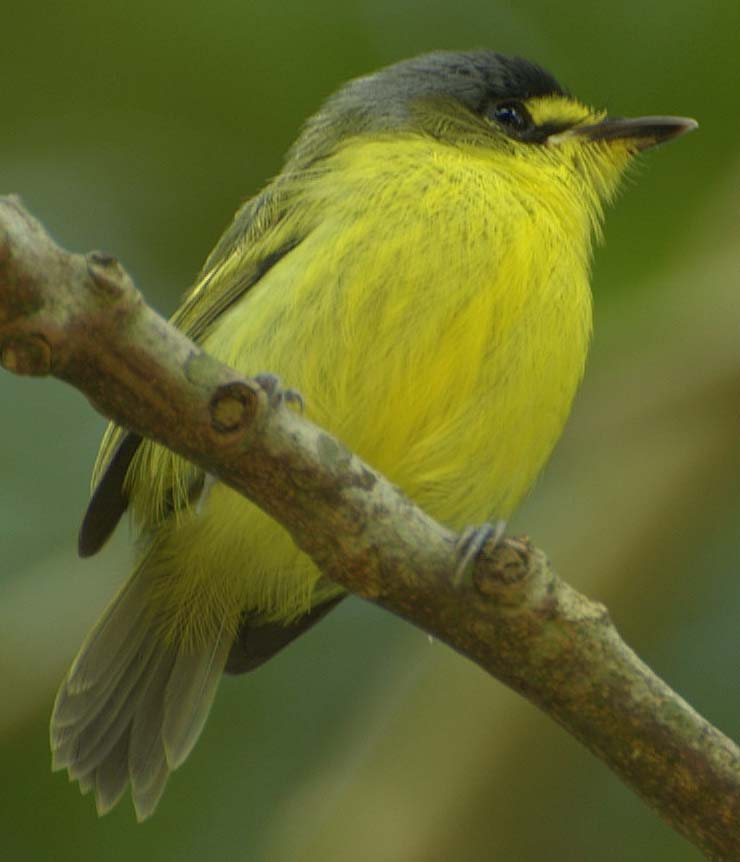
Сероголовый тоди-мухолов